# لوکاس کیروز
لوکاس کیروز (انگلیسی: Lucas Quiroz؛ زادهٔ ۲۷ ژانویهٔ ۱۹۹۷) بازیکن فوتبال است.